# Callosciurus melanogaster
Callosciurus melanogaster — вид гризунів родини Sciuridae. Це один із приблизно 20 видів, ендемічних для островів Ментавай біля західного узбережжя Суматри. Існує три підвиди: C. m. melanogaster, C. m. mentawi та C. m. atratus. Ця невелика ізольована популяція занесена до списку «вразливих» МСОП через втрату середовища існування. Цей вид мешкає в низинних первинних та вторинних лісах.

## Характеристики
C. melanogaster досягає довжини тіла від 20 до 22 сантиметрів, хвіст досягає довжини приблизно 18 сантиметрів, а важить приблизно від 290 до 300 грамів. Забарвлення тварин чорнувато-сіре або чорне як на спині, так і на животі. Уздовж боків проходять дві нечіткі смуги, верхня сіра, а нижня чорна, що переходять у колір спини.

## Спосіб життя
Як і всі інші види роду, C. melanogaster переважно веде деревний спосіб життя. Вид веде денний спосіб життя, його основна активність припадає на ранок та день. Він також активний після заходу сонця та перед сходом сонця та дає про себе знати чіткими криками. Ці тварини рідко зустрічаються на землі; вони використовують усі висоти дерев і відпочивають переважно вище 25 метрів. Вони харчуються переважно рослинами, особливо плодами та молодим листям, а також корою. Також присутні комахи, які окремо можуть становити до 65% їхнього раціону.